# Şişli

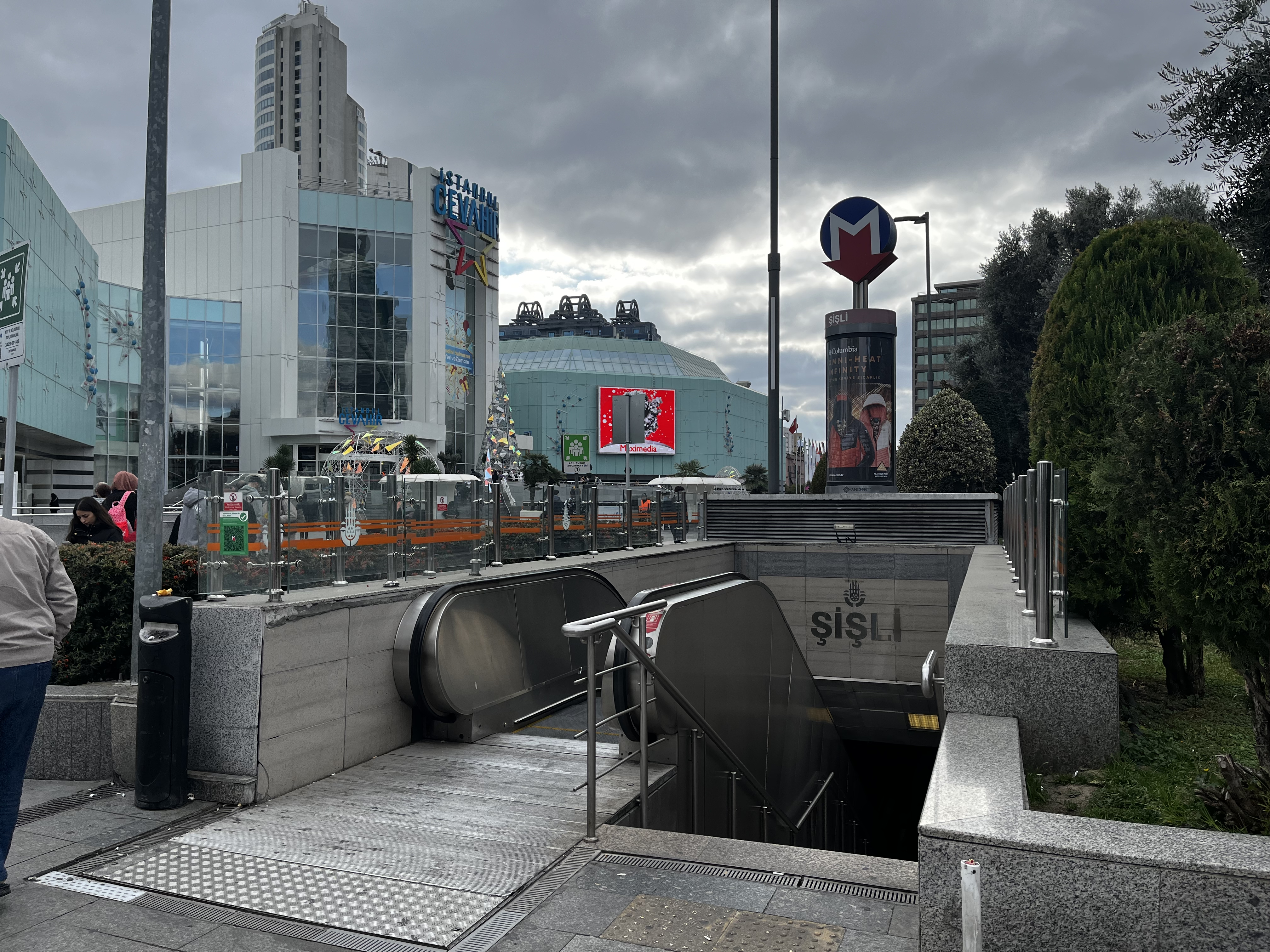
Station de métro de Şişli

Şişli est l'un des 39 districts de la ville d'Istanbul, en Turquie.
« Şiş » signifie aiguille en turc. Une famille renommée dans la fabrication d'aiguilles habitait une grande résidence de ce quartier, appelée maison des fabricants d'aiguilles (« Şişciler ») et plus tard le quartier fut appelé Şişli.